# Крюгер, Роланд
Роланд Крюгер (нем. Roland Krüger; род. 17 июля 1973, Кассель) — немецкий пианист и музыкальный педагог.
Учился у Олега Майзенберга и Карла-Хайнца Кеммерлинга, в 1999—2001 гг. занимался в классе Кристиана Цимермана в Базельской консерватории. В 2001 году выиграл Международный конкурс исполнителей в Женеве.
В 1998 году дебютировал с Оркестром Консертгебау, в разные годы выступал с такими дирижёрами, как Фабио Луизи, Отмар Мага, Марк Сустро, Деннис Рассел Дэвис. Записал Двенадцать этюдов Клода Дебюсси, с виолончелистом Мартином Руммелем выпустил альбом произведений Йозефа Мерка.
В 2002—2008 гг. преподавал в Касселе, с 2007 г. профессор Ганноверской высшей школы музыки.